# Hotel Fort Young
El Hotel Fort Young (en inglés: Fort Young Hotel) es un hotel en el muelle de Roseau, una ciudad de la isla caribeña y de las Antillas Menores de Dominica, ubicada en la parte sur de la capital, junto al Hotel Garraway, el Museo Dominica y la Biblioteca Pública de Roseau, justo al sur de la residencia del gobernador y de la catedral de Roseau.  Ubicado dentro de las murallas de la viejo Fuerte militar colonial Young de 1770 y construido como el telón de fondo de un muelle con vista al Mar Caribe, el hotel de 71 habitaciones fue inaugurado en 1964 y alberga un centro de buceo. 